# Sakae Kubo
Cet article concerne le dramaturge japonais. Pour le théologien adventiste américain, voir Sakae Kubo (théologien).
Sakae Kubo (久保 栄), 28 décembre 1900 à Sapporo, Hokkaidō - 15 mars 1958, est un dramaturge japonais.
Le deuxième fils d'une fratrie de sept enfants, il grandit et passe la plupart de sa scolarité à Tokyo. Contrairement au désir de son père, qui veut que Kubo devienne médecin, il abandonne le lycée de Tokyo en 1919 et publie des poèmes dans deux importants magazines de l'époque, Hototogisu et Mizugame. Par la suite, il dédie son temps à la peinture à l'huile et à la littérature japonaise.
En même temps qu'il étudie la littérature allemande à l'Université de Tokyo, Kubo est élève de Kaoru Osanai au théâtre Tsukiji. Après la mort d'Osanai, il poursuit son travail comme metteur en scène du mouvement Shingeki. En tant que marxiste, il introduit le réalisme historique sur scène. Il se fait connaitre avec la pièce Kazan baichi (« Le Pays des cendres volcaniques », 1937), pièce qui dépeint le Japon d'avant-guerre. Outre diverses pièces comme Goryōkaku kessho (1933) et Ringoen nikki, il écrit le roman Noborigama et traduit des œuvres d'Ernst Toller et Frank Wedekind. Atteint de dépression, il se suicide par pendaison en 1958.

## Œuvres
- Fuashito ningyō (フアシト人形, 1931)
- Noborigama (1933)
- Goryokaku kessho (五稜郭血書, 1933)
- Kazan baichi (« Le Pays des cendres volcaniques », 1937)
- Ringoen nikki (林檎園日記, 1947)
- Nihon no kisho (日本の気象, 1953)